# Врубелевский спуск
Врубелевский спуск — старинная улица в Шевченковском районе Киева.

## История
Возник в начале XX столетия. Некоторое время существовал как спуск без названия.
В 1938 году получил современное название в честь художника Михаила Врубеля.
До средины 1970-х годов существовал также Врубелевский переулок (ранее переулок Репьяхов Яр), ликвидированный со сносом старой застройки.

## Характеристика
Улица в Шевченковском и на границе Подольского района Киева в историческом районе Репьяхов Яр.
Пролегает от улицы Академика Ромоданова до Подольского спуска. К спуску присоединяется Новомакарьевская улица.